# Margarita Popowa

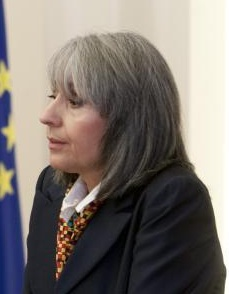
Margarita Popowa, 2013

Margarita Stefanowa Popowa (englisch Margarita Stefanova Popova, bulgarisch Маргарита Стефанова Попова; * 15. Mai 1956 in Pasardschik) ist eine bulgarische Juristin und Politikerin. Sie war von 2009 bis 2011 bulgarische Justizministerin und von 2012 2017 Vizepräsidentin ihres Landes.

## Leben
Margarita Popowa wurde am 15. Mai 1956 in der zentralbulgarische Stadt Pasardschik geboren. Nach der Grundschule in ihrer Heimatstadt besuchte sie bis 1975 das dortige Deutschgymnasium „Bertolt Brecht“, bevor sie nach Sofia ging. In Sofia absolvierte sie an der Kliment Ohridski Universität 1980 erfolgreich die Studiengänge Bulgarische Philologie und Deutsche Sprachwissenschaft. Ab 1981 war sie als Korrektor im Militärverlag tätig. Sie spricht Deutsch und Englisch.
1989 beendete Popowa erfolgreich ihr Studium der Rechtswissenschaft. Nach der Wende wurde Popowa 1990 Junge Staatsanwältin in der Staatsanwaltschaft Pirdop. Diese Position hatte sie ein Jahr lang inne, als sie 1991 in der Bezirksstaatsanwaltschaft Swoge als Bezirksstaatsanwältin wechselte. 1993 wurde Popowa Staatsanwältin in der Staatsanwaltschaft Sofia. Von 2001 bis 2004 war sie Gastlektorin in der Polizeiakademie und ab 2005 Lektor. Zwischen 1996 und 2006 war Popowa Bezirksstaatsanwältin in der Bezirksstaatsanwaltschaft Sofia und ab 2006 war sie bei der Generalstaatsanwaltschaft tätig. Ab 2007 war sie Oberstaatsanwältin und leitete das Dezernat „Betrug gegen das EU-Finanzsystem“ bei der Generalstaatsanwaltschaft, bevor die 2009 zur Justizministerin ernannt wurde.
Im September 2011 wurde Rossen Plewneliew von der Partei GERB als Spitzenkandidat für den Präsidentenposten für die Präsidentschaftswahlen 2011 nominiert. Margarita Popowa wurde als sein Vize nominiert. Während Plewneliew am 9. September 2011 sein Ministeramt niederlegte, legte Popowa ihr Ministerialmandat für die Wahlen nicht nieder. Am 30. November bestätigte das bulgarische Parlament ihre Nachfolgerin als Justizministerin, Diana Kowatschewa.